# Naissance en 1183
Naissance
- 1179
- 1180
- 1181
- 1182
- 1183
- 1184
- 1185
- 1186
- 1187

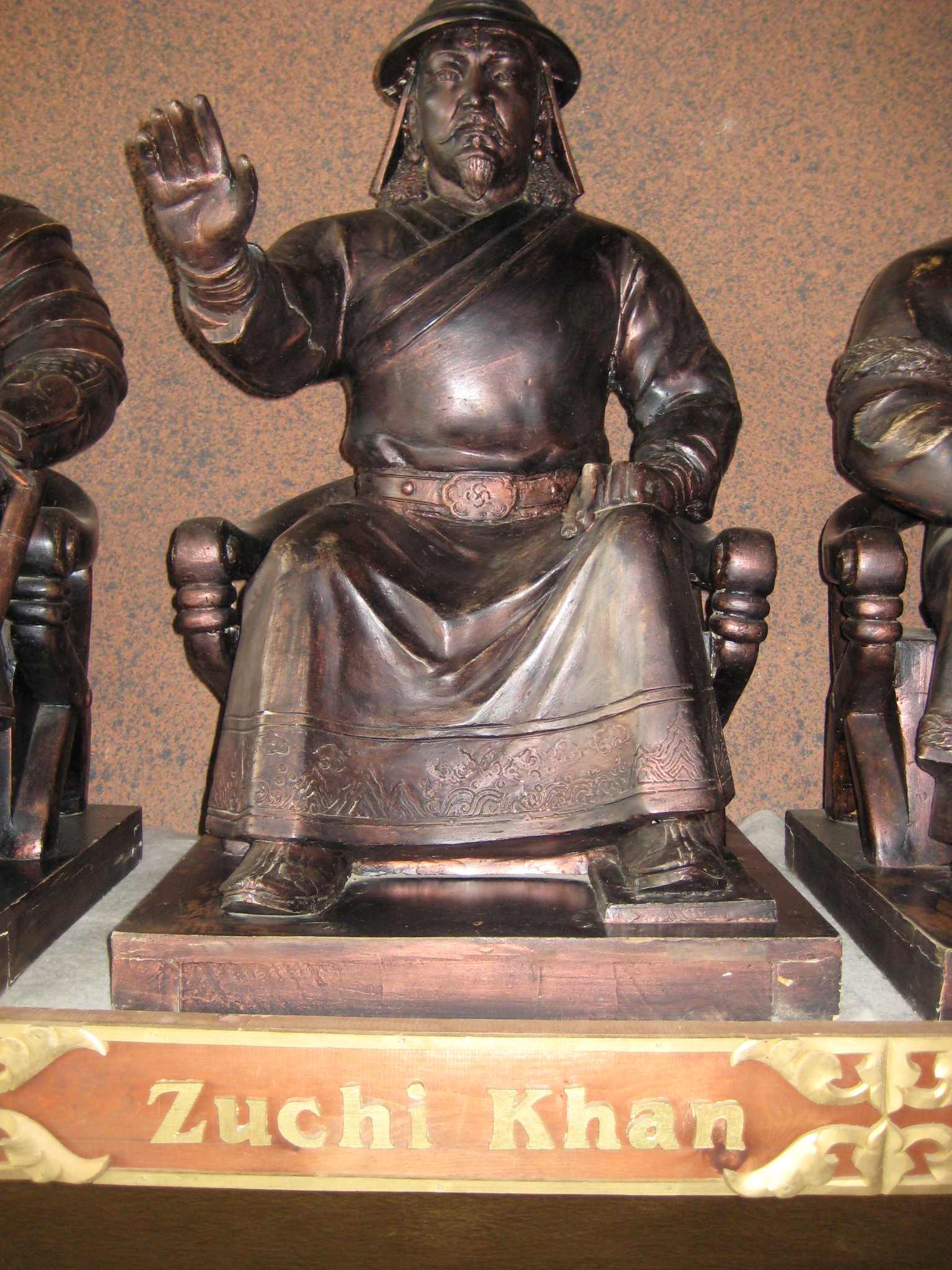
Statue de Djötchi, né en 1183.

Cette page dresse une liste de personnalités nées au cours de l'année 1182 :
- Djötchi, fils aîné de Gengis Khan.
- Hōjō Yasutoki, troisième shikken du shogunat de Kamakura.
- Malatesta Malatesta, ou Malatesta della Penna, condottiere italien.

## Crédit d'auteurs
- Cet article est partiellement ou en totalité issu de l'article intitulé « 1183 » (voir la liste des auteurs).